# Стась Анатолій Олексійович
Анато́лій Олексі́йович Стась (*5 травня 1927, с. Шушвалівка, Глобинський район, Полтавська область) — український письменник і перекладач.

## Життєпис
У 1941 році закінчив семирічну школу. Учасник німецько-радянської війни. Служив у 1944—1945 роках на флоті. Після війни працював комсомольським працівником Полтавщині.
У 1952 році закінчив Український поліграфічний інститут. Працював кореспондентом в українських періодичних виданнях, у журналі «Огонёк». В них публікував свої нариси, статті, фейлетони.
Член спілки письменників СРСР з 1963 року. Був відповідальним секретарем правління Київської організації Спілки журналістів України. Певний час працював директором видавництва «Радянський письменник». У 1973—1987 роках очолював українське відділення Радянського фонду миру.
В журналі "Перець"№9 за 1977р розміщено дружній шарж А.Арутюнянца з нагоди його 50-річчя

## Творчість
Основна творчість присвячена тематиці Другої світової війни, зокрема про керівників партизанського руху, прикордонникам. Також у доробку є науково-фантастичні твори, які були перекладені на інші мови.
Переклав українською мовою роман Олександра Мірера «Головний полудень».

## Окремі видання
- Стась А. О. «Підземний факел». — Львів: Книжково-журнальне видавництво, 1960. — 180 с. — 41000 прим.
- Стась А. О. Зелена пастка. — Київ: Веселка, 1972. — 222 с. — 65000 прим.
- Стась А. О. Сріблясте марево. — Київ: Веселка, 1974. — 328 с. — (Пригоди. Фантастика). — 65000 прим.
- Стась А. О. Вулиця Червоних Троянд. — Київ: Дніпро, 1977. — 488 с.